# Koklasfasan
Der Koklasfasan (Pucrasia macrolopha), auch Koklassfasan oder Schopffasan genannt, ist eine Hühnervogelart aus der Familie der Fasanenartigen. Er kommt in mehreren großen, voneinander isolierten Vorkommen im westlichen und mittleren Himalaya sowie im westlichen, mittleren und nordöstlichen China vor. Sein Lebensraum sind Bergwälder an teils sehr steilen Hängen und Schluchten, die etwa zwischen 2000 und 4000 m liegen. Die geografische Variation ist recht ausgeprägt, so dass neun Unterarten in drei Gruppen beschrieben werden.
Der Koklasfasan ist der einzige Vertreter der Gattung Pucrasia. Sowohl dieser Name (latinisiert von „Pukrass“ oder „Phokrass“) als auch die englische Bezeichnung „Koklass“ ist der Sprache der Himalayaregion entnommen und beschreibt lautmalerisch den Revierruf. Das Artepitheton „macrolopha“ bezieht sich auf den langen Schopf.

## Beschreibung

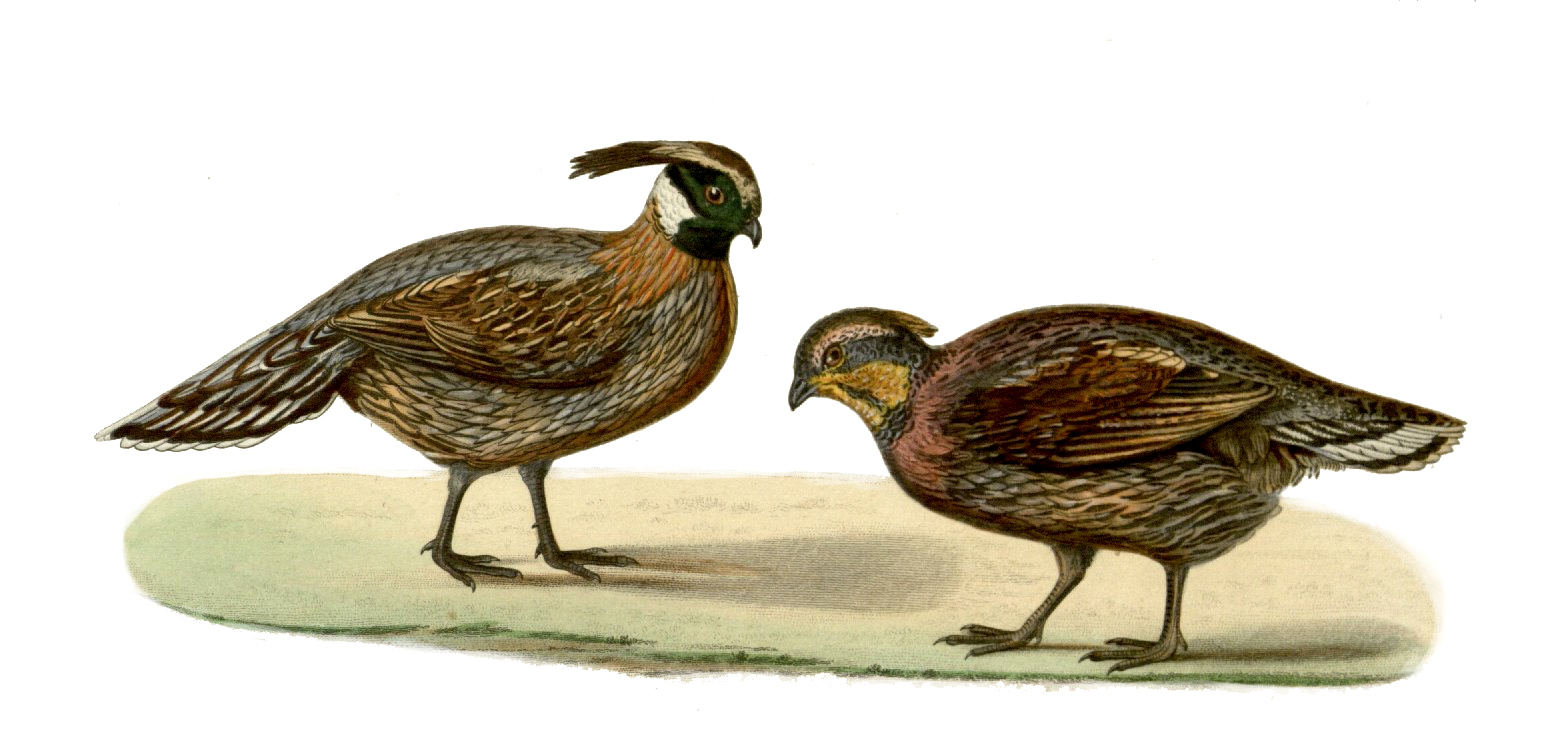
Zeichnung eines Paares der Unterart P. m. xanthospila

Der Koklasfasan ist relativ kurz- und spitzschwänzig und zeigt sowohl im männlichen, als auch im weiblichen Geschlecht stark verlängerte Scheitelfedern, die beim Hahn bis zu 10 cm lang werden können und in den Nacken fallen. Zudem sind beim Hahn, ähnlich wie bei den Ohrfasanen die Ohrdecken stark verlängert, bis zu 12 cm lang und ragen nach hinten über den Kopf hinaus. Sie werden bei der Balz senkrecht aufgestellt. Die Augenpartie ist befiedert, die Iris dunkelbraun. Der Schnabel ist schwarzbraun. Die Flügel sind recht lang und ragen, anders als bei vielen Fasanen, beim zusammengelegten Flügel recht weit über die Armschwingen hinaus. Die Körperfedern beider Geschlechter sind breit lanzettförmig und zugespitzt, so dass der Vogel merkwürdig geschuppt wirkt. Die Hennen ähneln in mehreren Merkmalen denen der Glanzfasanen. Der Stoß besteht aus 16 Steuerfedern. Ein Merkmal, das die Gattung Pucrasia mit dem Blutfasan und den Tragopanen gemeinsam hat, ist, dass die Mauser der Steuerfedern mit dem mittleren Paar beginnt. Dies unterscheidet sie von allen anderen Fasanen, verbindet sie aber mit anderen Vertretern der Familie Phasianidae. Die Läufe sind wie die Füße dunkel blaugrau und beim Hahn lang gespornt.
Der Hahn des Koklasfasans erreicht eine Körperlänge von 58 bis 64 cm, wovon zwischen 22 und 28 cm auf den Schwanz entfallen. Die Flügellänge beträgt 215–244 mm, das Gewicht zwischen 1,1 und 1,4 kg. Die Kopfhaube ist zimtbraun, die längste Feder schwarz. Der Kopf und die verlängerten Ohrfedern sind glänzend schwarzgrün und kontrastieren mit einem weißen Feld auf den Halsseiten, der je nach Unterart eine unterschiedliche Ausdehnung zeigt. Die Federn des unteren Halses, der Brust und großer Teile des übrigen Körpers sind bei der Nominatform silbergrau und tragen schwarze Schaftstreifen. Auf dem Bürzel sind sie warmbeige getönt. Der vordere Hals und ein breiter Mittelstreifen auf Brust- und Bauch sind wie die Unterschwanzdecken dunkel kastanienbraun. Letztere tragen weiße Spitzen. Das Flügelgefieder ist überwiegend beige- bis rötlichbraun, trägt schwarze Schaftstreifen und auf den Armschwingen eine subterminale Sprenkelung. Die verlängerten, rotbraunen Oberschwanzdecken tragen einen unterbrochenen, schwarzen Schaftstreifen und graue Spitzensäume. Sie verdecken einen Großteil der Steuerfedern, die ebenfalls rotbraun sind, ein weißes Subterminalband und eine schwarze Spitze aufweisen. Die äußeren haben zudem eine schwärzliche Innenfahne.
Die Henne ist mit 52–56 cm Körperlänge kleiner als der Hahn. Der Schwanz misst 17–19,5 cm, die Flügellänge beträgt zwischen 180 und 218 mm. Das Gewicht liegt bei etwa 1–1,1 kg. Der Scheitel ist beige und geht in das Schwarz der Haube über, die kürzer ist als beim Hahn und weiße Spitzen zeigt. Der breite Überaugenstreif ist beige, die Kehle wie die unteren Ohrdecken weißlich und von einem dunklen Wangenstreif von diesen getrennt. Übriger Kopf, Hals und die Unterseite sind auf beigem Grund dunkel gesprenkelt und zum weißlichen Unterbauch hin streifig. Die rotbraunen Unterschwanzdecken tragen weiße Spitzen. Die Oberseite ist überwiegend braunbeige mit schwarzer Fleckung und Streifung und hellen Schaftstrichen. Der Stoß ist wie beim Hahn gefärbt.
Jungvögel ähneln weitgehend den Hennen, junge Hähne bilden bereits im ersten Jahr die geschlechtsspezifischen Merkmale aus.

## Stimme
Der Revierruf der Hähne (Hörbeispiel), der vorwiegend frühmorgens und abends zu hören ist, ist eine Reihe aus unmelodischen, rauen kok- oder kak-Rufen, die je nach geografischer Lage und Individuum stark variiert. Er ist vielfach mit lautmalerischen Interpretationen wie kok kok kok kokrass oder ka ka ka kah beschrieben worden und wird nicht selten durch Geräusche wie Donner oder Flugzeuglärm ausgelöst. Bei Störungen auffliegende Hähne geben ein scharfes quak quak quak von sich. Der Alarmruf der Henne ist eine schnelle, melodische Reihe aus qui quik-Rufen. Die beiden Silben haben dabei eine unterschiedliche Tonhöhe.

## Verbreitung und Bestand
Die Verbreitung des Koklasfasans erstreckt sich in mehreren, disjunkten Teilen über den Südrand der östlichen Paläarktis. Im Himalaya reicht die Verbreitung vom Osten Afghanistans bis ins westliche Nepal. Auffälligerweise fehlt die Art im östlichen Himalaya, im Südosten Tibets ist sie ausgestorben. Ein weiteres Teilgebiet erstreckt sich im westlichen China und reicht bis in die nördliche Mitte, ein weiteres befindet sich im Südosten Mittelchinas und ein viertes im Nordosten.
Über den Bestand ist nichts bekannt, die Art wird aber insgesamt als „nicht gefährdet“ (least concern) eingestuft. Langfristig ist sie durch zunehmende Zersiedelung und intensive Bewirtschaftung der Lebensräume bedroht. Eine Gefahr besteht insbesondere in der Waldbeweidung und dem Sammeln von Pflanzenteilen und Holz als Tierfutter oder Brennmaterial. Ein dichter Unterwuchs, wie ihn die Art benötigt, wird auf diese Weise zerstört. In Schutzgebieten ist die Art häufig und die Bestände offenbar, wie jährliche Zählungen in Nepal ergaben, stabil. In anderen Gebieten und insbesondere im dicht besiedelten Südosten Chinas sieht die Lage anders aus. In den südchinesischen Provinzen Guangdong und Fujian kommt die Art bereits nicht mehr vor. Ebenso sind Vorkommen im Südosten Tibets und vermutlich im Osten Afghanistans in neuerer Zeit erloschen.

## Geografische Variation
Die geografische Variation verläuft teils recht allmählich (klinal) von West nach Ost, zwischen den isolierten Populationen gibt es aber sehr deutliche Unterschiede, so dass drei Unterartengruppen unterschieden werden können. Während die Hennen recht wenig variieren, unterscheiden sich die Hähne teils recht deutlich.

### Macrolopha-Gruppe
Bei dieser im Himalaya beheimateten Gruppe tragen die relativ dunklen Federn der Oberseite, der Brust und der Flanken lediglich einen einzelnen schwarzen Schaftstreifen. Der Nacken ist kastanienbraun bis silbergrau. Der Stoß ist bei diesen Unterarten kastanienbraun, bei allen anderen schwarz oder silbergrau.
- P. m. astanea Gould, 1855 – östliches Afghanistan bis nach Chitral im östlichen Pakistan.
- P. m. biddulphi Marshall, 1879 – Kaschmir, ostwärts bis zum Kullu-Tal.
- P. m. macrolopha (Lesson, 1829) – westlicher Himalaya, von Kaschmir bis nach Kumaon in Uttar Pradesh.
- P. m. nipalensis Gould, 1855 – westliches Nepal.

### Xanthospila-Gruppe
Die Vögel der mittleren und nördlichen Populationen zeigen einen goldenen bis orangegelben Kragen. Die Federn der Oberseite, der Brust und der Flanken zeigen zusätzlich zum mittleren Schaftstreifen zwei seitlich daneben liegende schwarze Streifen
- P. m. meyeri Madarász, 1886 – westliches und südwestliches Sichuan ostwärts bis ins nordwestliche Yunnan, im Südosten Tibets ausgestorben.
- P. m. ruficollis David & Oustalet, 1877 – vom westlichen Sichuan nordwärts bis ins südliche Gansu und Shaanxi.
- P. m. xanthospila G. R. Gray, 1864 –  Shaanxi nordostwärts bis ins westliche Hebei, den Südosten der Inneren Mongolei und den Südwesten Heilongjiangs.

### Darwini-Gruppe
Den südlichen und östlichen Populationen fehlt der goldene Kragen. Die Unterart P. m. darwini zeigt zwei Farbmorphen und dazu intermediäre Formen. Die Körperfedern sind bei allen Hähnen vierfach schwarz gestreift. Bei der ersten Morphe sind Nacken, Brust und die Säume des grauen oder schwarzen Schwanzes rotbraun. Die zweite Morphe, die bisweilen als Unterart P. m. styani beschrieben wurde, ist eher schwarz-grau. Ihr fehlen die rotbraunen Partien.
- P. m. joretiana Heude, 1883 – Anhui.
- P. m. darwini Swinhoe, 1872 – südwestliches Sichuan, Hubei, Zhejiang und Fujian, im Nordwesten Fujians und im Norden Guangdongs ausgestorben.

## Lebensweise
Der Lebensraum des Koklasfasans sind Nadel- und Mischwälder an steilen Berghängen zwischen etwa 2000 und 4000 m. Er benötigt dichten Unterwuchs aus Bambus, Rhododendron oder anderen Sträuchern, kommt aber wohl zum Teil auch in beweideten Wäldern vor. Im Winterhalbjahr wandert die Art bis auf Höhenlagen von 1600 m, bei starkem Schneefall auch noch tiefer herab und bildet teils kleinere Trupps. Die Nahrungssuche findet in den Morgen- und Abendstunden statt, in denen auf lichten Stellen im Wald im Boden nach Wurzeln und Knollen gegraben wird. Die Nahrung ist rein pflanzlich und besteht ferner aus Farnblättern, Moos, Gras, Knospen und Beeren. Die Schlafplätze liegen in Bäumen und von hier fangen die Hähne zur Fortpflanzungszeit schon ab einer Stunde vor Sonnenaufgang an zu rufen.
Die Brutzeit liegt zwischen April und Juni. Die Art lebt vermutlich monogam. Bei der Balz imponieren die Hähne mit senkrecht aufgestellten Ohrfedern, gespreizten Steuerfedern und gesträubtem Halsgefieder, so dass die weißen Halsflecken stärker zu Tage treten. In aufgerichteter Haltung wird der Henne die Körperseite zugewandt, der Schwanz schräggestellt und der zugewandte Flügel herabgesenkt. Mit der Flügelspitze erzeugt der Hahn kratzende Geräusche am Boden und umrundet die Henne mit langsamen Schritten. Bisweilen stürmt er auf die Henne zu und auch Sprünge wurden beobachtet. Ist die Henne kopulationsbereit nimmt sie eine gestreckte, hockende Haltung ein und plustert das Halsgefieder auf. In eine ausgescharrte Erdmulde werden 5–7, seltener bis 9 Eier gelegt. Diese sind auf rahmfarbenem Grund rotbraun gefleckt, seltener nur fein gepunktet und etwa 51 × 38 mm groß. Zur Brutdauer in Gefangenschaft gibt es unterschiedliche Angaben, einige Autoren berichten von 26 bis 27 Tagen, andere von 20 bis 21.

## Belege